# Phare de Regufe
Le phare de Regufe (ou phare de São Brás) est un ancien phare situé dans le village de Regufe faisant partie de Póvoa de Varzim, dans le district de Porto (Région Nord du Portugal). Il est désormais inactif.
Il a été géré par l'autorité maritime nationale du Portugal à Oeiras (Grand Lisbonne).

## Histoire
La construction de ce phare date de 1885-1886, et il a été mis en service, quelques années plus tard, le 24 mars 1892. Il est l'un des phares représentants l'artisanat du fer dans le nord. Sa tour cylindrique de 22 m de haut est peinte en rouge et elle est soutenue par trois jambes d'ancrage en fer. Le design de ce phare est unique au Portugal, mais il existe deux autres tripodes de fer en Argentine à Cabo San Antonio et Punta Médanos.
Le Phare Regufe servi avec le phare de Lapa, d'alignement pour l'entrée dans l'anse de Póvoa de Varzim. En 1917, un bâtiment de gardiens a été construit à côté du phare, où, en 1929, est né l'historien de l'art portugais Flávio Gonçalves, fils du gardien du phare. En 1951, il a été électrifié.
Le phare a été restauré en 1995. En Décembre 2001, le phare a été désactivé et il est devenu le symbole du quartier de Regufe pour les fêtes de la ville. La population s'est opposée à son transfert dans un autre endroit. Considéré comme un monument de la ville, il a été repeint et la lumière du phare a été rallumée dans la soirée du 23 avril 2015.
Identifiant : ARLHS : POR060 ; ex-PT-047 - ex-Amirauté : D2020 - ex-NGA : 3156.
|        |
| Regufe |

|             |
| La lanterne |

### Lien connexe
- Liste des phares du Portugal